# Marino Dandolo
Marino Dandolo né au XIIe siècle à Venise et mort au XIIIe siècle (entre octobre 1238 et août 1243) fut seigneur d'Andros dans les Cyclades à la suite de la Quatrième Croisade.
On ne connait rien sur Marino Dandolo en dehors de ce qui a trait à sa seigneurie d'Andros ; son identification avec un homonyme ayant eu une carrière politique à Venise et dans ses possessions, avancée par Karl Hopf et souvent reprise, a été rejetée depuis. La chronique dite Chronica extensa (autour de 1350) du Doge Andrea Dandolo indique que Marino Dandolo aurait reçu Andros en fief du duc de Naxos Marco Sanudo, ce qui est confirmé par des documents contemporains.
À partir de 1225, il entra en conflit avec l'évêque latin d'Andros, qu'il emprisonna provisoirement et qu'il déposséda, raison pour laquelle il fut excommunié en 1233 par le pape Grégoire IX.
Il fut chassé de son fief par Geremia Ghisi entre octobre 1238 et août 1243. Un procès opposa après sa mort ses héritiers (sa sœur Maria Doro et sa veuve Felise, puis leur ayant droit) aux frères Ghisi.